# Nhóm ngôn ngữ Ấn-Arya
Ngữ chi Ấn-Arya (hay Phạn) là nhóm các ngôn ngữ chính của tiểu lục địa Ấn Độ, được nói phần lớn bởi những người Ấn-Arya. Chúng tạo thành một chi nhánh của ngữ tộc Ấn-Iran trong hệ ngôn ngữ Ấn-Âu. Những người nói tiếng Indo-Arya chiếm khoảng một nửa trong số tất cả người nói tiếng Ấn-Âu, khoảng 1,5 trong 3 tỷ. Ngôn ngữ Indo-Arya cũng chiếm hơn một nửa trong số các ngôn ngữ Ấn-Âu được Ethnologue ghi nhận.